# Liste de ponts du Pakistan
Cette liste de ponts du Pakistan a pour vocation de présenter une liste de ponts remarquables du Pakistan, tant par leurs caractéristiques dimensionnelles, que par leur intérêt architectural ou historique. 
Elle est présentée sous forme de tableaux récapitulant les caractéristiques des différents ouvrages proposés, et peut-être triée selon les diverses entrées pour voir ainsi un type de pont particulier ou les ouvrages les plus récents par exemple. La seconde colonne donne la classification de l'ouvrage parmi ceux présentés, les colonnes Portée et Long. (longueur) sont exprimées en mètres et enfin Date indique la date de mise en service du pont.

## L'héritage de l'Empire britannique
Le Pakistan est traversé par de nombreuses rivières qui s'organisent pour la plupart autour de l'Indus, et qui sont régulées par de multiples barrages permettant entre autres, de faire office de pont. Ces rivières ne sont cependant pas exploitées en termes de transport fluvial comme elles le sont dans certains pays industrialisés, ce qui a entrainé une grande utilisation d'ouvrages économiques à portées réduites tels que des ponts à poutres ou des ponts Bailey (qui entravent la circulation fluviale). On retrouve une grande concentration de ponts autour du plateau du Pendjab, traversé par les quatre grands affluents de l'Indus : (par ordre d'importance) le Sutlej, la Chenab, le Ravi et la Jhelum, et également dans les zones montagneuses comme le Cachemire et le Baloutchistan pour les infrastructures ferroviaires.
L'âge d'or des transports pakistanais (ou de la région pakistanaise, le pays était avant 1947 un territoire des Indes) peut-être considéré à la fin du XIXe siècle, auparavant, aucun dirigeant ne s'était attaqué au franchissement des cinq grands cours d'eau du Pendjab et du Sind. Ceci est une des raisons de la présence de vieux forts le long de certaines rivières qui, avec ces dernières, avaient un rôle défensif contre les envahisseurs, il n'était alors possible de s'attaquer à certaines villes que durant l'été lorsque le niveau d'eau le permettait (des ponts permanents auraient forcé les habitants à utiliser d'autres stratégies). Ce n'est que lorsque le Raj britannique (l'Empire britanniques des Indes) eut établi sa domination sur la région pakistanaise vers le milieu du XIXe siècle que les infrastructures routières et ferroviaires commencèrent à se développer. De grands moyens furent nécessaires pour relier les différentes villes entre elles, et jusqu'à Dehli (ancienne New Delhi) qui va devenir la capitale de l'Empire en 1931 en remplacement de Calcutta.
Pour construire des ponts, les petits cours d'eau pouvaient être détournés afin d'établir les fondations mais des fleuves comme l'Indus ne peuvent pas être déportés et leur puissance n'est pas un atout pour les ingénieurs, c'est cela qui amena à utiliser de si grandes portées pour des cours d'eau peu fréquentés. Le 25 mars 1889, le pont Lansdowne est inauguré sur l'Indus dans la province du Sind et marque le record du monde de la plus longue portée pour un pont à poutres en porte-à-faux (cantilever) avec 244 mètres (le pont du Forth en Écosse est quant à lui inauguré le 4 mars 1890, pour ainsi dire un an après).

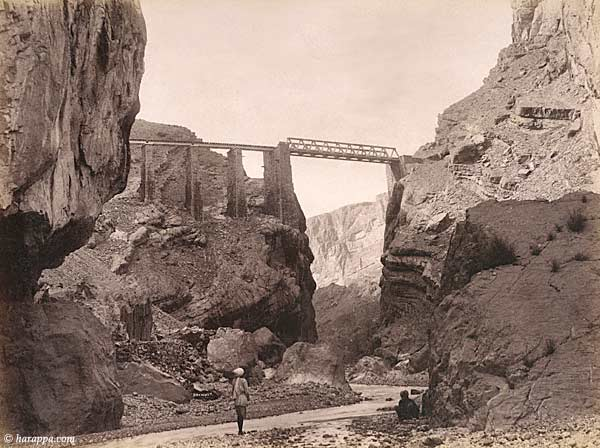
Le pont Louis Margaret, un treillis de 600 tonnes lancé à 68 mètres de hauteur, inauguré en 1887.

La traversée de l'Indus près d'Attock est un point indispensable pour accéder au nord du pays depuis le Pendjab mais également pour des raisons de stratégies militaires, le fleuve est beaucoup trop large en amont. Avant qu'un projet permanent ne soit mis en place, les armées franchissaient les grands cours d'eau de ce type à l'aide de ponts de bateaux l'hiver et de bacs l'été. Le premier grand projet fut un tunnel proposé en 1859 par le Colonel Robertson à 25 mètres sous le niveau des plus basses eaux et avec une entrée à une trentaine de mètres au-dessus de ce niveau, le chantier démarrera moins d'un an plus tard mais la complexité des travaux, les retards dans la livraison de certaines machines lourdes et des problèmes techniques sur les engins d'excavation mirent fin au projet. L'idée d'un pont l'emporta, le premier pont ferroviaire d'Attock fut inauguré le 24 mai 1883 avec trois portées de 78 mètres et deux de 95 mètres, les plus longues de l'Empire Indien pour un pont en treillis métallique à cette époque. Il permettait le passage du chemin de fer mais également de la Grand Trunk Road de Lahore à Peshawar, cette route historique de près de 2 600 kilomètres qui traverse le Bangladesh, l'Inde, le Pakistan jusqu’à Kaboul en Afghanistan, est l'une des plus vieilles routes d'Asie du sud-est. Le tablier du pont d'Attock fut changé entre 1925 et 1929 afin de répondre à une activité ferroviaire qui s'intensifie et avec des locomotives plus lourdes, travaux réalisés sans coupure de trafic.
Peu de lignes ferroviaires ont été construites depuis et le réseau actuel qui n'est que l'héritage de cette période de domination britannique, vieillit. Aucun ouvrage majeur (excepté le pont d'Ayub), techniquement et esthétiquement parlant, n'a été construit depuis la création du pays lors de la Partition des Indes en 1947 et ce, jusqu'au milieu des années 2000. Quelques grands ponts ont vu le jour depuis le milieu des années 2000 avec deux ponts en caissons en béton précontraint présentant des travées de 200 mètres (le plus grand pont de France du même type est le pont Pierre-Pflimlin avec une portée de 205 mètres). Beaucoup de petits ouvrages sont cependant fragiles en cas de crues, les inondations de 2010 ont été particulièrement dévastatrices, tout comme le séisme de 2005 au Cachemire.

## Ponts présentant un intérêt historique ou architectural
Les ponts présentés ici sont initialement triés par date de mise en service, ils retracent ainsi une partie de l'histoire des transports au Pakistan et les différentes évolutions qui ont amené aux ouvrages que l'on peut voir aujourd'hui. Quelques exemples de grandes passerelles avec tabliers en bois sont également donnés.
|                            |    | Nom                       | Ourdou | Distinction                                                                    | Long. | Type                                                          | Voie portée Voie franchie                             | Date      | Localisation                               | Division               | Ref.  |
| -------------------------- | -- | ------------------------- | ------ | ------------------------------------------------------------------------------ | ----- | ------------------------------------------------------------- | ----------------------------------------------------- | --------- | ------------------------------------------ | ---------------------- | ----- |
|                            | 1  | Pont Chuha Gujar          |        |                                                                                | 91    | Maçonnerie 12 arches                                          | Chowa Gujar Lar Bara                                  | 1629      | Peshawar 33° 59′ 45,5″ N, 71° 37′ 33,2″ E  | Khyber Pakhtunkhwa     | [ 2 ] |
|                            | 2  | Pont (Sabzi Mandi Road)   |        |                                                                                |       | Maçonnerie 1 arche                                            | Sabzi Mandi Road Bara                                 |           | Peshawar 34° 00′ 56,1″ N, 71° 38′ 48,1″ E  | Khyber Pakhtunkhwa     |       |
|                            | 3  | Pont suspendu             |        |                                                                                |       | Suspendu Tablier platelage bois, pylônes en maçonnerie        | Indus                                                 |           |                                            |                        |       |
|                            | 4  | Pont de Kohala            |        | Populaire pour les pique-niques organisés sous son arche (Kohala Picnic Point) |       | Maçonnerie 1 arche segmentaire                                | Près de la Jhelum                                     |           | Kohala 34° 05′ 48,1″ N, 73° 29′ 50,7″ E    | Azad Cachemire         | [ 3 ] |
|                            | 5  | Pont ferroviaire d'Attock | اٹک پل |                                                                                |       | Treillis Acier                                                | Indus                                                 | 1883 1929 | Attock 33° 52′ 21,1″ N, 72° 14′ 13″ E      | Pendjab                |       |
|                            | 6  | Pont suspendu (Sur Banda) |        |                                                                                |       | Suspendu Tablier bois                                         | Passerelle Indus                                      |           | Sur Banda 35° 22′ 51,1″ N, 73° 12′ 10,1″ E | Khyber Pakhtunkhwa     |       |
|                            | 7  | Pont de Dhangalli         |        |                                                                                |       | Suspendu Tablier poutres acier, platelage bois, pylônes béton | Shahra-E-Kashmir (Kallar Syedan - Dadyal Road) Jhelum |           | Kaaliyah 33° 21′ 40,6″ N, 73° 34′ 03,5″ E  | Pendjab Azad Cachemire |       |
| Hussaini Suspension Bridge | 8  | Pont suspendu d'Hussaini  |        | Portée : 193 mètres Réputé comme l'un des ponts les plus dangereux du monde    |       | Suspendu Tablier bois, ancrages directs 2 ponts jumelés       | Passerelle Hunza                                      | 1970      | Hussaini 36° 25′ 27,1″ N, 74° 52′ 57,8″ E  | Gilgit-Baltistan       | [ 4 ] |
| Gilgit Bridge              | 9  | Pont de Gilgit            |        |                                                                                |       | Suspendu Tablier bois, pylônes en maçonnerie                  | Nomal Road - Pul Road Gilgit                          |           | Gilgit 35° 55′ 31,4″ N, 74° 18′ 28,3″ E    | Gilgit-Baltistan       |       |
| Danyor Bridge (Dayor)      | 10 | Pont Danyor               |        |                                                                                |       | Suspendu Tablier bois, ancrages directs                       | KKH - Gilgit Road Hunza                               |           | Gilgit 35° 55′ 30,2″ N, 74° 22′ 20,1″ E    | Gilgit-Baltistan       |       |
|                            | 11 | Ponts de Jinnah           |        |                                                                                |       | Suspendu Ouest : acier Est : tablier bois, pylônes maçonnerie | Nomal Road - River View Road Gilgit                   |           | Gilgit 35° 55′ 22,7″ N, 74° 19′ 42,8″ E    | Gilgit-Baltistan       |       |
| Chilas Suspension Bridge   | 12 | Pont suspendu de Chilas   |        |                                                                                |       | Suspendu Tablier bois, pylônes en maçonnerie                  | Thalpan Road Indus                                    |           | Chilas 35° 25′ 06″ N, 74° 07′ 37,5″ E      | Gilgit-Baltistan       |       |
| Kowardo Suspension bridge  | 12 | Pont suspendu de Kowardo  |        |                                                                                |       | Suspendu Tablier bois, pylônes béton                          | Indus                                                 |           | Skardu 35° 21′ 37,7″ N, 75° 33′ 35,7″ E    | Gilgit-Baltistan       |       |

## Grands ponts
Le tableau suivant présente les ouvrages ayant des portées supérieures à 100 mètres ou une longueur totale supérieure à 3 000 mètres et dotés de chaussées avec enrobés (liste non exhaustive).
|                            |    | Nom                       | Ourdou             | Portée   | Long. | Type                                           | Voie portée Voie franchie                   | Date | Localisation                                     | Division                            | Ref.       |
| -------------------------- | -- | ------------------------- | ------------------ | -------- | ----- | ---------------------------------------------- | ------------------------------------------- | ---- | ------------------------------------------------ | ----------------------------------- | ---------- |
| Ayub Bridge                | 1  | Pont d'Ayub               | ایوب پل            | 246      |       | Arc Acier, tablier suspendu                    | Sukkur Railway - Rohri Railway Indus        | 1962 | Sukkur - Rohri 27° 41′ 38″ N, 68° 53′ 17,7″ E    | Sind                                | ,          |
| Lansdowne Bridge           | 2  | Pont Lansdowne            | لینس ڈاؤن پل روہڑی | 244      |       | Cantilever Acier                               | Saleh Pat Road - Royal Road Indus           | 1889 | Sukkur - Rohri 27° 41′ 38″ N, 68° 53′ 18,7″ E    | Sind                                | [ Note 1 ] |
|                            | 3  | Nouveau pont de Khairabad |                    | 200 (x2) | 701   | Poutre-caisson Béton précontraint              | Grand Trunk Road N-5 National Highway Indus | 2004 | Attock 33° 53′ 53,7″ N, 72° 14′ 05,1″ E          | Pendjab                             | [ 6 ]      |
|                            | 4  | Pont de Naluchi           |                    | 122 (x2) | 414   | Extradossé Monopylône, symétrique              | West Bank Bypass Jhelum                     | 2014 | Muzaffarabad 34° 20′ 52,9″ N, 73° 27′ 49″ E      | Azad Cachemire                      | [ 7 ]      |
|                            | 5  | Nouveau pont Dhangalli    |                    |          | 340   | Poutre-caisson Béton précontraint              | Sahara Kashmir Road Jhelum                  | 2011 | Kaaliyah 33° 21′ 37,9″ N, 73° 34′ 03,9″ E        | Pendjab Azad Cachemire              | [ 8 ]      |
| Suspension bridge (Sazin)  | 6  | Pont suspendu (Sazin)     |                    |          |       | Suspendu Tablier treillis acier, pylônes acier | Tangir River Valley Road Indus              |      | Sazin 35° 31′ 55,7″ N, 73° 30′ 35,4″ E           | Gilgit-Baltistan Khyber Pakhtunkhwa |            |
| Suspension bridge (Kandia) | 7  | Pont suspendu (Kandia)    |                    |          |       | Suspendu Tablier treillis acier                | Kandia River Road Indus                     |      | Kandia 35° 25′ 56,9″ N, 73° 12′ 16,7″ E          | Khyber Pakhtunkhwa                  |            |
|                            | 8  | Pont de Khairabad         |                    |          |       | Poutre-caisson Béton précontraint              | Grand Trunk Road N-5 National Highway Indus |      | Attock 33° 53′ 49″ N, 72° 14′ 03″ E              | Penjab                              |            |
|                            | 9  | Pont de Palak             |                    |          |       | Treillis Acier                                 | Dadyal - Mirpur Road (Kotli Road) Poonch    |      | Thub Jagir 33° 20′ 27,7″ N, 73° 45′ 13,2″ E      | Azad Cachemire                      |            |
| Kohala New Bridge          | 10 | Nouveau pont de Kohala    |                    |          |       | Poutre-caisson Béton précontraint              | Kohala-Muzaffarabad Road Jhelum             |      | Kohala 34° 05′ 46,6″ N, 73° 29′ 56,4″ E          | Azad Cachemire                      |            |
| Youyi Bridge               | 11 | Pont de Youyi             | دوستی کا پل        |          |       | Suspendu Tablier treillis acier                | N-35 National Highway Indus                 | 1978 | Thakot - Dandai 34° 48′ 14,4″ N, 72° 56′ 10,7″ E | Khyber Pakhtunkhwa                  | [ 9 ]      |
|                            | 12 | Pont de Kanchay           |                    |          |       | Suspendu Tablier treillis acier                | Gilgit                                      |      | Gahkuch 36° 10′ 21,8″ N, 73° 48′ 51,9″ E         | Gilgit-Baltistan                    |            |